# Johann Georg Hoyer

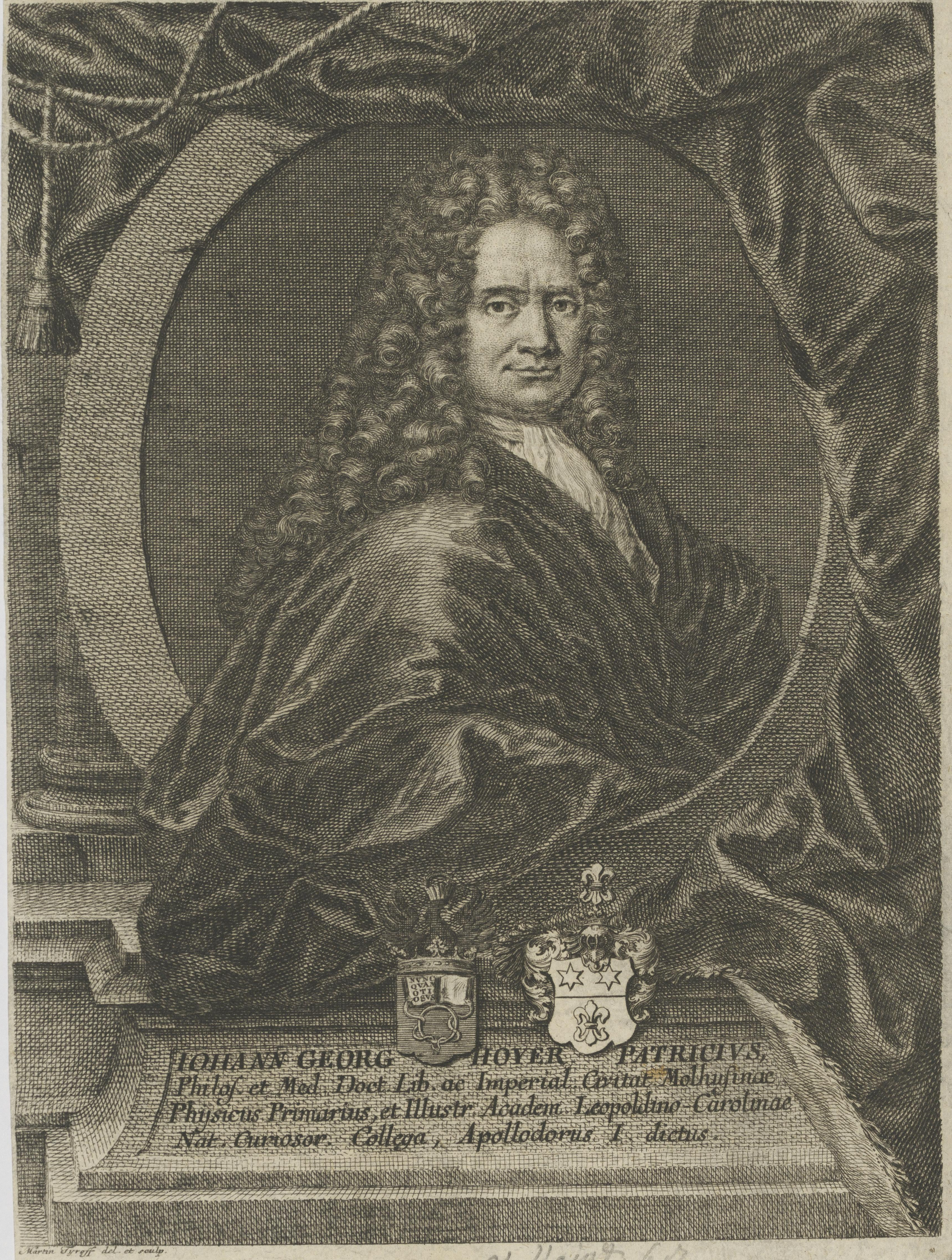
Bildnis Johann Georg Hoyer mit persönlichem und leopolidanischem Wappen

Johann Georg Hoyer (* 23. August, andere Angabe 26. August, 1663 in Mühlhausen; † 1. April 1738, andere Angabe 1737, ebenda) war Stadtarzt in Mühlhausen und Mitglied der Gelehrtenakademie Leopoldina.

## Leben
Johann Georg Hoyer wurde in eine alt eingesessene Mühlhauser Familie hinein geboren. Er besuchte das Gymnasium und absolvierte anschließend eine Ausbildung in Weißenfels. Johann Georg Hoyer begann 21-jährig ein Studium der Medizin und Philosophie an der Universität Jena. Er wurde anschließend zwei Jahre lang praktischer Arzt in seiner Geburtsstadt, der freien Reichsstadt Mühlhausen. 1689 führte ihn eine Bildungsreise nach England, Holland und Dänemark. In Kopenhagen blieb er fast vier Jahre lang und studierte bei den Gelehrten der Universität. 1693 kehrte Hoyer nach Mühlhausen zurück. Sein Elternhaus war inzwischen einer Feuersbrunst zum Opfer gefallen. Wenig später wurde er Doktoratsanwärter an der Universität Halle. Er war Patrizier, Ratsherr und erster Physikus in Mühlhausen. Er betätigte sich auch als Philosoph.
Am 2. August 1695 wurde Johann Georg Hoyer mit dem Beinamen Apollodorus I. als Mitglied (Matrikel-Nr. 216) in die Deutsche Akademie der Naturforscher Leopoldina aufgenommen. Er war fast vierzig Jahre lang Mitglied der Leopoldina. Die Leopoldina ehrte ihn und ließ ein „Promemoria“ in die Spalten der von ihr herausgegeben Acta Physicomedica einfügen.
Er hinterließ zwei Söhne, den Arzt Christoph Eugen Hoyer sowie den Juristen Georg Leopold Hoyer. In der Marienkirche Mühlhausen am Eingang Westseite befindet sich die farbige Grabplatte des Stadtphysikus Johann Georg Hoyer.

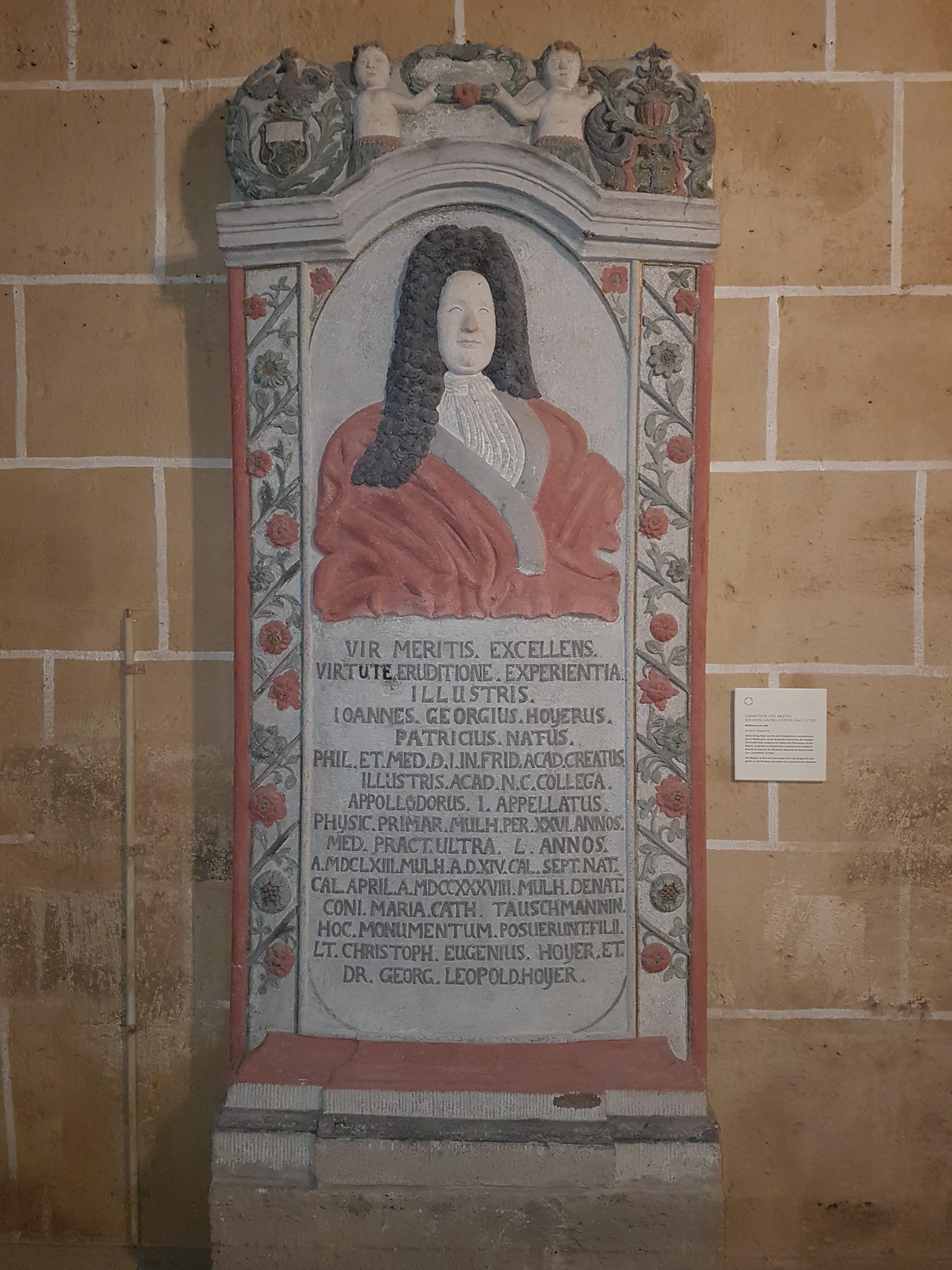
Epitaph Johann Georg Hoyer Marienkirche Mühlhausen/Thüringen

## Publikationen
- Johann Georg Hoyer, Friedrich Hoffmann: Disputatio Inauguralis Medica, De Saliva Et Ejus Morbis, 1694 (Digitalisat).
- Johann Georg Hoyer: Ausführliche Untersuchung Der ansteckenden Pestilentzialischen Seuchen/ Welche etliche Jahre her In Europa grassiret. In welcher Dero Urwesen/ Ursachen/ Zeichen/ Bewahrungs- und Genesungs-Mittel/ Wie man nehmlich solche Seuchen leicht erkennen/ und sich davor præserviren/ auch geschwind und sicher curiren könne/ gründlich und eigentlich beschrieben, Mevius Gotha 1714.
- Johann Georg Hoyer und Laurentius Blumentrost: Laurentii Blumentrosts Hauß- und Reiß-Apotheck, 1716 (Digitalisat).
- Johann Georg Hoyer und Ernst Tentzel: Mulier obstans in causis civilibus, et his qvidem vel secularibus vel ecclesiasticis et criminalibus, 1717.